# Manuel Antonio Garretón Walker
Manuel Antonio Garretón Walker; (Santiago, 25 de octubre de 1909 - 16 de diciembre de 1958).fue Ingeniero civil y político falangista chileno. Tuvo tres hijos, Manuel Antonio; Roberto; y Carmen.

## Biografía
Hijo de Roberto Garretón Bravo y Sofía Walker Shell. Contrajo matrimonio en 1939, con María Luisa Merino Wilson.
Estudió en el Colegio de los Sagrados Corazones de Santiago, ingresó luego a la Escuela de Ingeniería de la Universidad de Chile, titulándose en 1945.
Se dedicó también a la docencia, como profesor de sociología en la Escuela de Servicio Social de la Universidad Católica (1935-1943).

### Carrera política
Presidió la Juventud Conservadora y fue líder y fundador del movimiento social cristiano, denominado Falange Nacional.
Fue elegido Diputado por el 1.er. Distrito Metropolitano: Santiago de Chile (1937-1941), reelecto por la misma agrupación (1941-1945). Integró las comisiones de Trabajo y Legislación Social  y la de Educación.
Entre otras actividades, fue Presidente Nacional de la Juventud Católica de Chile y de la Confederación Iberoamericana de Estudiantes. Como Presidente de la Asociación Nacional de Estudiantes Católicos, representó a la juventud chilena en el Primer Congreso Iberoamericano de Estudiantes, en Roma (1933).
En 1940 viajó por Argentina, Uruguay y Brasil. Colaboró con el “Diario Lustrado” y en el periódico “Lircay”.
Tras terminar su período como diputado, pasó al servicio diplomático. Fue Ministro plenipotenciario en Turquía (1945), luego tuvo misiones en Naciones Unidas, para retomar luego su misión en Turquía. Estando de paso en Bombay (India), en 1951, a raíz de algunas acusaciones de contrabando, fue destituido de su cargo, sin entregarse mayores detalles ni pruebas. El hecho, al hacerse público, a pesar del sigilo con que se trató, provocó gran revuelo mediático. Ese mismo año se retiró de la política, dedicándose a su profesión de ingeniero civil, ejerciendo en la Empresa Fred Müller S.A.C.